# Copiphana mahuzzim
Copiphana mahuzzim là một loài bướm đêm trong họ Noctuidae.